# Rue Saint-Rome
Pour les articles homonymes, voir Rue de Rome et Rue Saint-Romain.
La rue Saint-Rome (en occitan : carrièra Sant Roman) est une voie de Toulouse, chef-lieu de la région Occitanie, dans le Midi de la France. Cette rue piétonne, bordée de nombreux magasins, est une des principales artères commerçantes de la ville. Les riches façades des hôtels particuliers et des immeubles des marchands, construits entre les XVe et XIXe siècles, témoignent de l'opulence de la bourgeoisie toulousaine. Les tours capitulaires des hôtels de Serta et de Roguier rappellent d'ailleurs que nombre d'entre eux accédèrent au capitoulat. Le caractère de la rue Saint-Rome lui a été reconnu par une protection comme site inscrit en 1943. Depuis 1986, elle est également incluse dans le site patrimonial remarquable de la ville.

## Situation et accès

### Description
La rue Saint-Rome est une voie publique située dans le centre-ville de Toulouse. Elle se situe au cœur du quartier du Capitole, dans le secteur 1 - Centre. 
Elle débute dans le prolongement de la rue des Changes, au carrefour des « quatre coins des Changes », formé par le croisement des rues Peyras (no 1) et Temponières (no 13). Elle se termine en débouchant sur la place du Capitole. Elle est très animée du fait des nombreuses boutiques, notamment de mode, que l'on peut y trouver.
La chaussée compte une voie de circulation automobile en sens unique, de la rue des Changes vers la place du Capitole. Elle appartient à une aire piétonne où la circulation est réglementée et la vitesse limitée à 6 km/h. Il n'existe pas de bande, ni de piste cyclable, quoiqu'elle soit en double-sens cyclable.

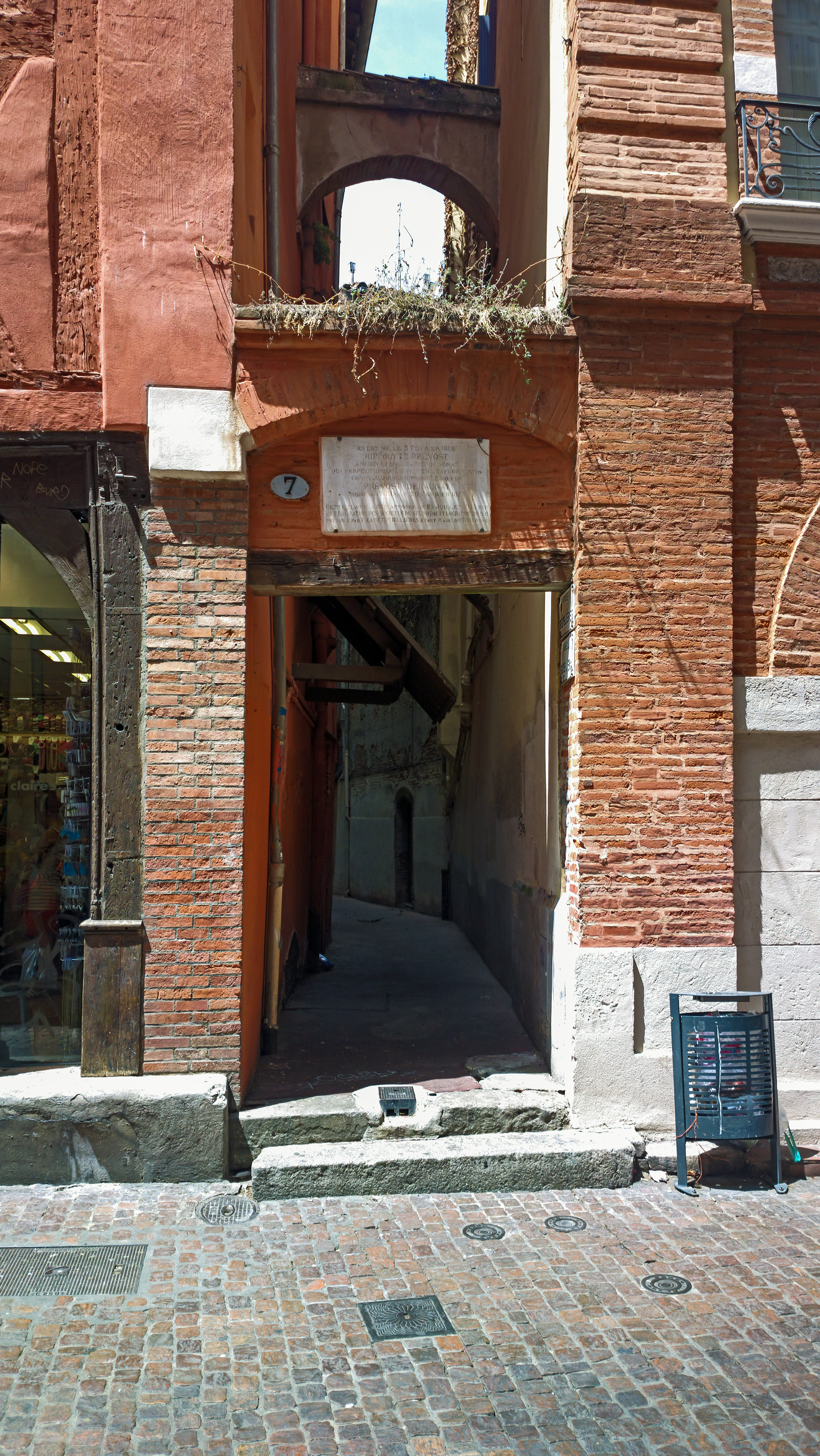
La fin de la rue Bédelières.
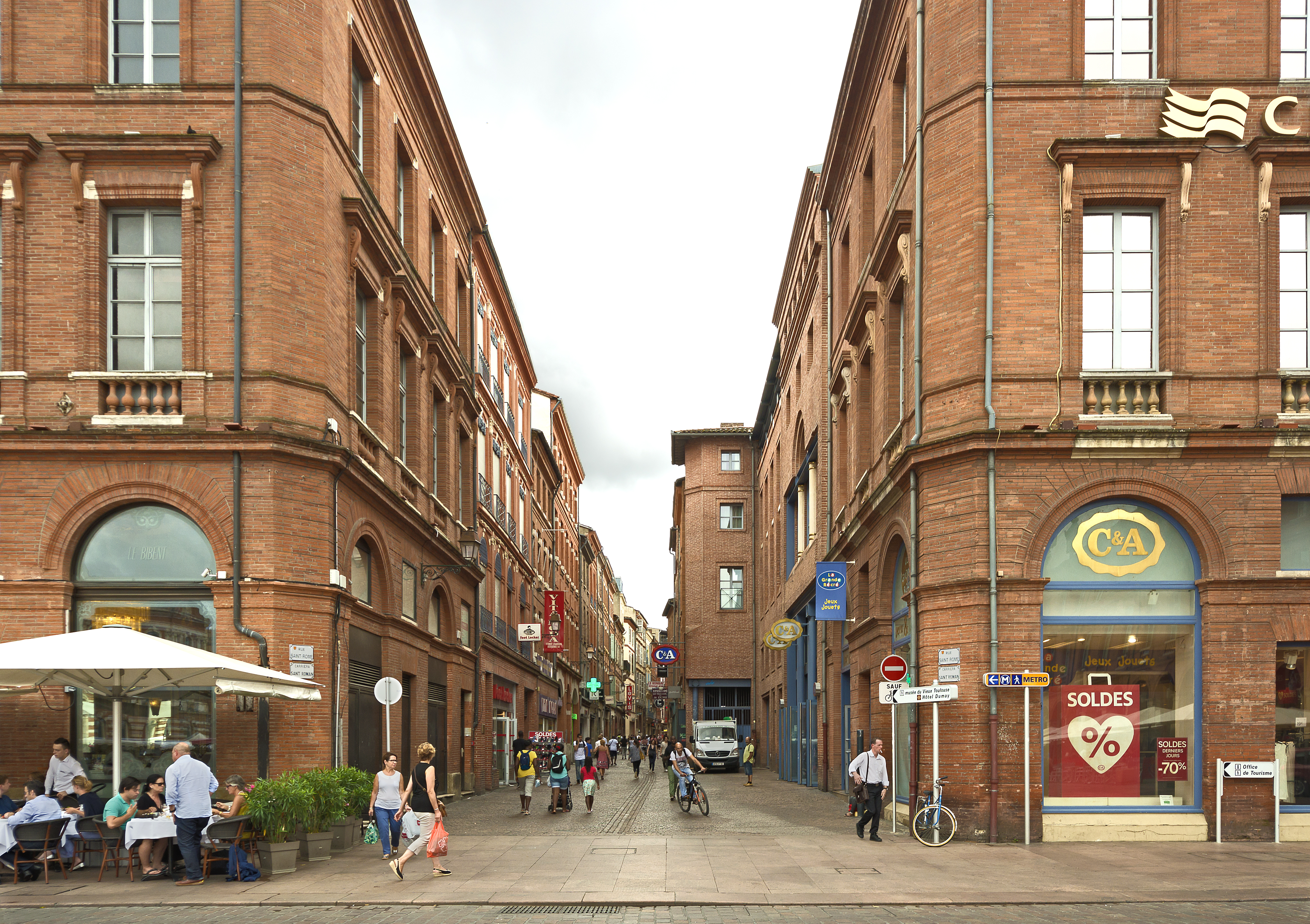
Vue de la fin de la rue, place du Capitole.

### Voies rencontrées
La rue Saint-Rome rencontre les voies suivantes, dans l'ordre des numéros croissants (« g » indique que la rue se situe à gauche, « d » à droite) :
1. Rue Temponières (g)
2. Rue Peyras (d)
3. Rue Tripière (g)
4. Rue du Puits-Vert (d)
5. Rue Bédelières (g)
6. Rue du May (g)
7. Rue Jules-Chalande (d)
8. Rue Baour-Lormian (d)
9. Rue des Gestes (g)
10. Place du Capitole

### Transports
La rue Saint-Rome n'est pas directement desservie par le réseau de transport en commun Tisséo. Elle reste toutefois accessible grâce à la ligne A du métro, au nord par la station Capitole, et au sud par la station Esquirol. Près de cette dernière, sur la place Étienne-Esquirol, se trouvent également les arrêts de la ligne de bus 44.
De même, si elle n'abrite pas de station de vélos en libre-service VélôToulouse, la rue Saint-Rome se trouve cependant à proximité immédiate des stations no 1 (no 12 rue du Poids-de-l'Huile), no 3 (no 62 rue de la Pomme), no 4 (no 15 rue Sainte-Ursule) et no 10 (no 15 place Étienne-Esquirol).

## Odonymie
La rue tire son nom de l'ancienne église Saint-Romain (Sant Roman en occitan), construite au XIIe siècle, qui s'élevait au carrefour des actuelles rues Saint-Rome et Jules-Chalande. L'église, qui avait son entrée au niveau de l'actuel no 26 rue Saint-Rome, reste mal connue. Ce n'est cependant qu'au XVIIe siècle qu'apparut la désignation de rue Saint-Rome, à la suite de la création d'un collège universitaire par les Prêtres de la doctrine chrétienne, le collège Saint-Rome.
Au Moyen Âge, la première partie de la rue, entre la rue Tripière et la rue du May, était désignée comme la rue des Bancs-Majous ou des Grands-Bancs (bancs majors en occitan), en référence aux étals sur lesquels les commerçants disposaient leur marchandise. La rue prend ensuite le nom de rue de la Halle-Vieille en référence à une halle aux poissons construite au milieu du XIVe siècle, détruite deux siècles plus tard. La deuxième partie de la rue, entre la rue du May et la place du Capitole était la rue Cervinières ou Servinières, probablement en référence aux artisans cerviniers (cervinièrs en occitan), tanneurs et fabricants de cuirs de qualité qui utilisaient les techniques du chamoisage. Par déformation, ce nom de Cervinières devint, à partir du XVe siècle, Serminières,.
En 1794, pendant la Révolution française, toutes les rues entre la place du Salin et la place du Capitole – l'ancien cardo maximus romain, puis Grand-rue médiévale – furent appelées ensemble rue de la Liberté. Finalement, en 1806, la rue des Bancs-Majous et la rue Saint-Rome furent réunies et appelées ensemble sous ce dernier nom,.

## Histoire

### Antiquité
La rue Saint-Rome correspond au cardo maximus de la ville romaine de Tolosa, et donc à l'axe principal nord-sud.

### Moyen Âge
Au Moyen Âge, la rue Saint-Rome est un segment de la Grand-rue, la principale artère de la ville, qui relie le cœur de l'ancienne ville romaine, l'actuelle place Étienne-Esquirol, au bourg qui se constitue, au-delà de la Porterie (emplacement de l'actuelle place du Capitole), autour de la basilique Saint-Sernin. Une église dédiée à saint Romain est construite, avant le XIIe siècle, au carrefour de la rue de Renneville (actuelle rue Jules-Chalande). Elle est entourée de son cimetière, qui longe cette dernière rue. Dépendant du chapitre de la cathédrale Saint-Étienne, elle est donnée en 1216 par l'évêque Foulque à Dominique de Guzmán, fondateur de l'ordre des Dominicains afin de combattre l'hérésie cathare dans la ville et dans la région toulousaine. Ils s'y établissent jusqu'à ce qu'ils fassent construire sur un champ légué par Pons Capdenier un nouveau monastère. En 1335, le chapitre de Saint-Étienne, qui a repris possession de l'église Saint-Romain, la donne aux religieuses bénédictines établies à Saint-Cyprien.
La rue est surtout une grande rue commerçante et marchande, qui concentre particulièrement les commerces de bouche, comme des bouchers. Au milieu du XIIe siècle, la partie de la rue entre la rue Tripière et la rue des Pélégantières-Ample (actuelle rue du May) est désignée comme la rue des Bancs-Majours, en référence aux étals des bouchers. En 1351, les capitouls décident de l'installation d’une halle aux poissons. Les habitants du quartier se plaignent du voisinage de cette halle et en obtiennent en 1493 le transfert, qui n'est toutefois réalisé qu'en 1550. Après la disparition de la halle, la rue prend le nom de rue de la Halle-Vieille. Entre la rue des Pélégantières-Ample et la Porterie s'installent des artisans chamoiseurs ou cerviniers (cervinièr en occitan), fabricants de cuirs de grande qualité à partir de peaux de cerfs. Le quartier est d'ailleurs peuplé de nombreux artisans des métiers du cuir et on trouve des marchands de peaux (pelegantièrs en occitan), dans deux rues voisines – rue des Pélégantières-Ample et rue des Pélégantières-Étroite (actuelle rue Baour-Lormian).

### Période moderne
Le quartier de la rue Saint-Rome est ravagé plusieurs fois par les incendies, particulièrement le 7 mai 1463, qui laisse la plupart des maisons détruites. Un nouvel incendie, le 20 mars 1523, parti de la maison d'un apothicaire de la rue de Serminières, détruit plus de 80 maisons. À la suite des règlements capitulaires, les maisons à pans de bois cèdent progressivement la place à la brique, mais elles sont encore nombreuses au XVIe siècle, particulièrement dans la rue des Bancs-Majous (actuels no 2 à 8 ; 7, 15, 17, 33 et 41).
L'élite marchande réunit également de vastes emprises foncières pour faire bâtir de nouvelles demeures et de vastes hôtels particuliers. En 1474, le capitoul Jean de Solaci possède un terrain considérable entre la rue de Serminières (actuel no 30 rue Saint-Rome), la rue des Pélégantières-Étroite (emplacement des actuels no 4-6 rue Baour-Lormian) et la rue des Puits-Clos (emplacement de l'actuel no 20). La rue accueille de nombreuses personnalités importantes, particulièrement de riches marchands qui accèdent au capitoulat. Au début du XVIe siècle, le capitoul Pierre de Serta fait bâtir entre ses deux immeubles une tour capitulaire qui domine les « quatre coins des Changes », au début de la rue (actuels no 2-4). Au milieu du même siècle, c'est le capitoul et marchand Jean Roguier qui fait ajouter une tour capitulaire à l'hôtel de Solaci qu'il vient d'acquérir. Au début du XVIIe siècle, le capitoul Pierre Comère se fait construire un hôtel particulier (actuel no 3). À la même époque, le capitoul Pierre de Comynihan occupe un immeuble, transformé au siècle suivant par ses descendants (actuel no 21). On trouve également des personnalités de l'université, particulièrement deux médecins et professeurs de la faculté de médecine, Auger Ferrier et François Sanchez (actuel no 39).
La tradition commerçante se poursuit également, le long de l'axe nord-sud de la ville, entre l'enclos de Saint-Sernin et la place du Salin. Les imprimeurs-libraires se font plus nombreux à partir du XVIe siècle entre la rue du May et la Porterie, au point que la rue reçoit le nom de rue des Libraires. Parmi eux se remarquent les membres de la famille Douladoure, qui occupe le même immeuble du milieu du XVIIIe siècle au siècle suivant (actuel no 48), ou encore Jean-Floran Baour, père du poète Baour-Lormian, qui possède plusieurs maisons de la rue à la fin du XVIIIe siècle (actuels no 41, 27 et 32).
En 1604, l'église Saint-Romain et le monastère, délaissé par les Bénédictines, est donné par l'archevêque de Toulouse, le cardinal François de Joyeuse, aux Pères de la Doctrine chrétienne. Ils y établissent le collège de Saint-Rome, qui comptait en 1790 13 prêtres, 3 clercs, 15 novices et 17 pensionnaires. C'est à cette époque que la partie de la rue Saint-Rome entre la rue du May et la place du Capitole reçoit son nom actuel. En 1753, l'église bénéficie de travaux de restauration.

### Époque contemporaine

#### Révolution française
La Révolution française touche les habitants des rues de la Halle-Vieille et Saint-Rome. En 1791, la plupart des religieux qui desservent l'église Saint-Romain approuvent les idées nouvelles et prêtent serment à la Constitution civile du clergé dans la cathédrale Saint-Étienne. Mais la Terreur, à partir de 1793, radicalise les positions révolutionnaire. Cette année, le culte catholique est interdit et l'église désaffectée. En avril 1794, les deux rues sont rebaptisées rue de la Liberté. Plus grave, un habitant de la rue (actuel no 9) Isidore de Poulhariès, conseiller au parlement en 1761, et son fils sont arrêtés et emprisonnés à la Visitation (emplacement de l'actuel no 41 rue Charles-de-Rémusat), puis jugés à Paris et guillotinés place de la Révolution le 15 juin 1794. En 1796, les juifs de la ville obtiennent de la municipalité que l'ancienne église Saint-Rome leur soit dévolue pour le culte, mais l'administration centrale du département le leur refuse, avant finalement de démolir l'église,.

#### XIXesiècle
Au cours du XIXe siècle, la rue Saint-Rome conserve une vocation essentiellement commerciale, profitant de l'aménagement et de l'animation que connaissent, au sud, la place Étienne-Esquirol et, au nord, la place du Capitole. C'est, en effet, entre 1809 et 1812, que les travaux menés par Jacques-Pascal Virebent pour l'édification des façades sud de la place du Capitole provoquent la destruction des maisons qui terminaient la rue Saint-Rome des deux côtés. Parmi les personnages notables se distingue le commerçant Soucaze, qui fait élever en 1854, par l'architecte Urbain Vitry, sa maison de commerce à l'entrée de la rue (actuel no 1). On peut également signaler l'historien et bibliothécaire Eugène Lapierre, né en 1834, fils du marchand Marc-Antoine Lapierre (actuel no 13), et le sculpteur Théodore Rivière, né en 1857, fils du marchand vannier Louis-Auguste Rivière (actuel no 4) qui invente en 1865 un corset en rotin. 
On trouve de nombreux commerces, principalement liés à l'habillement, tels les frères Fuga qui ont en 1860 une boutique de vêtements (actuel no 8) et de chaussures (actuel no 13), ou dans les années 1870 les vêtements Au Masque de Fer en 1874 (actuel no 34), les chapeaux de la Maison de la Favorite (actuel no 7), Au Nouveau Chemisier (actuel no 50) et les tissus Aux Toiles du Béarn (actuel no 1), mais aussi les porcelaines et verres Au Palais de Cristal (actuel no 30), Au Pêcheur toulousain (actuel no 48), les parapluies Au Parapluie consolidé (actuel no 6) et la charcuterie Michon (ancien no 51), les tissus Aux Toiles du Béarn (actuel no 1), la boutique de matériel de peinture À Saint Luc (actuel no 19) et la librairie Marqueste (actuel no 34). Enfin, le Bazar Labit (actuel no 54), fondé en 1878, assure la fortune d'Antoine Labit, qui crée le grand magasin la Maison universelle, déplacé sur la rue d'Alsace-Lorraine qu'on vient de percer (actuel no 27). On trouve même, en 1890, l'école Louis-le-Grand (actuel no 21). 

#### Première moitié duXXesiècle

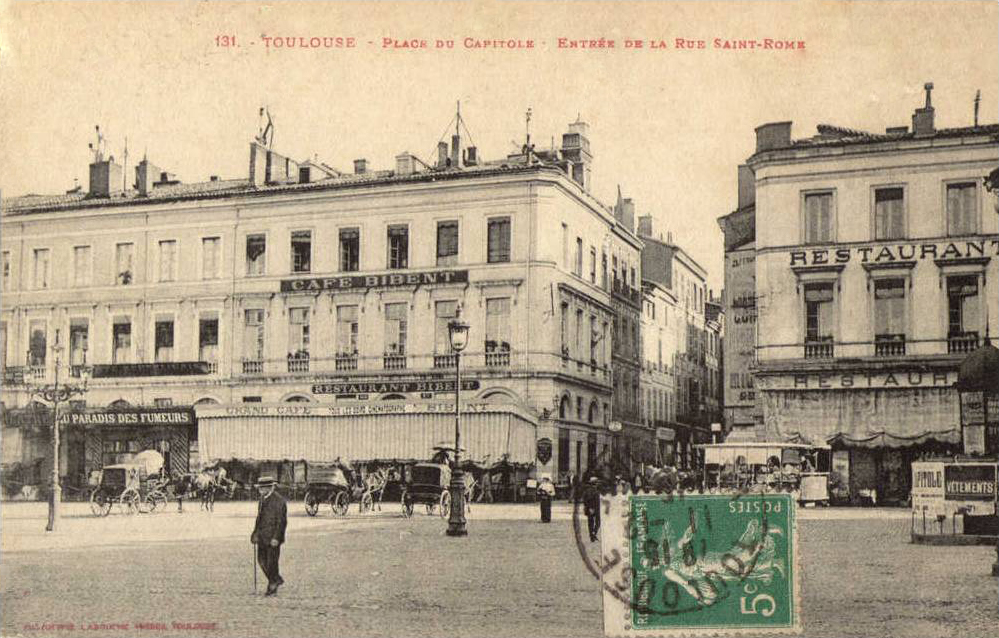
La place du Capitole au débouché de la rue Saint-Rome, vers 1910.

Après la Première Guerre mondiale, les commerces liés à l'habillement et à la confection se font plus nombreux. On trouve, entre les années 1930 et 1950, les fourrures Au Renard Bleu (actuel no 5) et Au Labrador (actuel no 31), les boutiques de modes Au Petit Luxe (actuel no 14), Aux Roses de Mai (actuel no 16), Select Chemisier (actuel no 53), Primadona (actuel no 32) et Vetmod (actuel no 4), les tailleurs pour dames Paris-Élégant (actuel no 15) et Paris-Couture (actuel no 36), les bonneteries Pristal (actuel no 43), Au Roi de la Bonneterie (actuel no 14) et Marjelys (actuel no 20), les tissus Stella (actuel no 19) et la maroquinerie La Maison du Sac (actuel no 33), ou encore le vendeur de machines à coudre Palaysi (actuel no 25). On trouve également la pâtisserie Lyonnaise (actuel no 55, puis 49), ainsi que deux hôtels, le Printania (actuel no 47-55). 
L'animation et l'étroitesse de la rue explique d'ailleurs que la rue Saint-Rome devienne en 1926, à l'initiative d'Émile Berlia, adjoint au maire Étienne Billières, la première rue de la ville en sens unique, dans le sens sud-nord, de la rue des Changes à la place du Capitole. La mesure s'applique alors aux automobiles, mais également aux voitures à bras, aux triporteurs et même aux cycles.

#### Deuxième moitié duXXesiècleetXXIesiècle
Dans la deuxième moitié du XXe siècle, les municipalités socialistes de Raymond Badiou et de Louis Bazerque mènent la lutte contre l'habitat insalubre. Plusieurs immeubles de la rue Saint-Rome sont démolis, tandis que de nouveaux immeubles, d'un style moderne, s'élèvent (actuels no 43 et 55). De nouvelles boutiques de prêt-à-porter, destinées aux plus jeunes, ouvrent dans la rue, comme le Fouillis américain (actuel no 3 bis), créé en 1953, où se vendent les premiers Levi's. La boutique, tenue par Daniel Tordjman, est d'ailleurs caractéristique de la sociologie de ces nouvelles boutiques, véritable « Sentier » toulousain. Au début des années 1970, de nombreux commerces de prêt-à-porter, de friperie et de vente de tissu, transforment le visage de la rue. Ces commerces, souvent tenus par la communauté juive, amènent à faire de cette rue, de façon stéréotypée, la « rue des Juifs ».
C'est en 1974 que la rue Saint-Rome, avec la rue des Changes, est rendue piétonne,,. Elle reste l'une des rues les plus fréquentées de la ville – entre 6 000 et 7 000 piétons en fin de semaine, jusqu'à 40 000 durant les périodes commerciales. À partir des années 1990, le nombre de commerces textiles se renforce considérablement, faisant disparaître les autres commerces. En 1998, la fermeture de l'épicerie Bourdoncle (actuel no 38), ouverte en 1932, marque la fin du commerce de proximité dans la rue Saint-Rome. 
L'arrivée de nouveaux propriétaires asiatiques, principalement d'origine chinoise, s'accompagne de l'augmentation du nombre d'enseignes populaires à bas coûts. Le développement de la téléphonie mobile au tournant des années 2000 attire de nouvelles enseignes de ce secteur. Depuis 2010, la hausse des loyers et des baux a progressivement poussé les boutiques à se transformer et à attirer une clientèle plus aisée. 

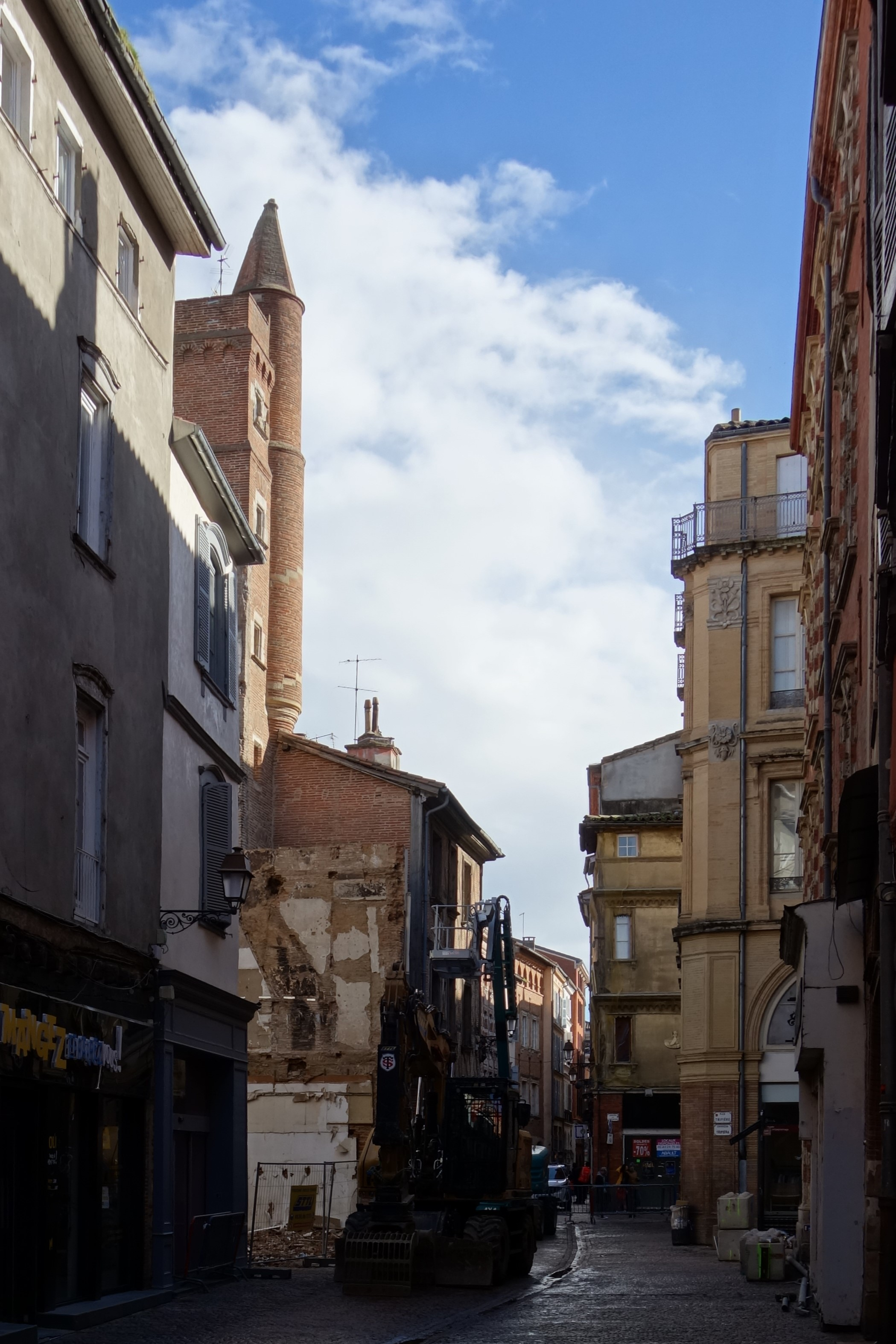
Le déblaiement de l'immeuble effondré du no 4 en mars 2024.

Le caractère de la rue Saint-Rome lui a été reconnu par une protection comme site inscrit en 1943. Depuis 1986, elle est également incluse dans le site patrimonial remarquable de la ville. Enfin, en 2017, le sol de la rue bénéficie d'un nettoyage en profondeur. Pourtant, c'est dans ce contexte que s'effondre, le 9 mars 2024, un immeuble en brique et en corondage du XVIe siècle, à l'angle de la rue du Puits-Vert (emplacement de l'actuel no 4),.

## Patrimoine et lieux d'intérêt

### Hôtels particuliers
- no  2 : maison et tour de Serta.  Inscrit MH (1980, tour)[67]. 
Une maison en corondage est construite, probablement à la fin du XVe siècle, à l'angle de la rue Peyras et de la rue Saint-Rome. Elle est achetée en 1533, avec la maison voisine (actuel no 4), par Pierre de Serta, capitoul en 1529. C'est probablement la même année qu'il fait construire une tour, afin de desservir les deux maisons. 
La façade de la maison sur la rue Saint-Rome se développe sur trois travées et s'élève sur deux étages. Le rez-de-chaussée, formé par une structure en bois et un pilier d'angle en pierre de taille qui supportent un poitrail, a été remanié, comme le décor en pointe-de-diamant des solives qui est un plaquage. Les poteaux en bois portent des moulures gothiques. Les deux étages sont en pans de bois en forme de croix de saint André avec un hourdis de briques. L'élévation est surmontée d'une corniche à denticules en bois et d'un avant-toit. À l'arrière, la tour d'escalier, haute de 23 mètres, est quadrangulaire. Elle renferme la vis d'escalier de 70 marches, qui dessert les étages des deux maisons voisines et se termine par une voûte en anse de panier. Une tourelle ronde permet d'accéder par un escalier de 47 marches aux deux salles supérieures, voûtées d'ogives, et à la terrasse. La tourelle est coiffée d'un clocheton de brique à six pans[68],[69].

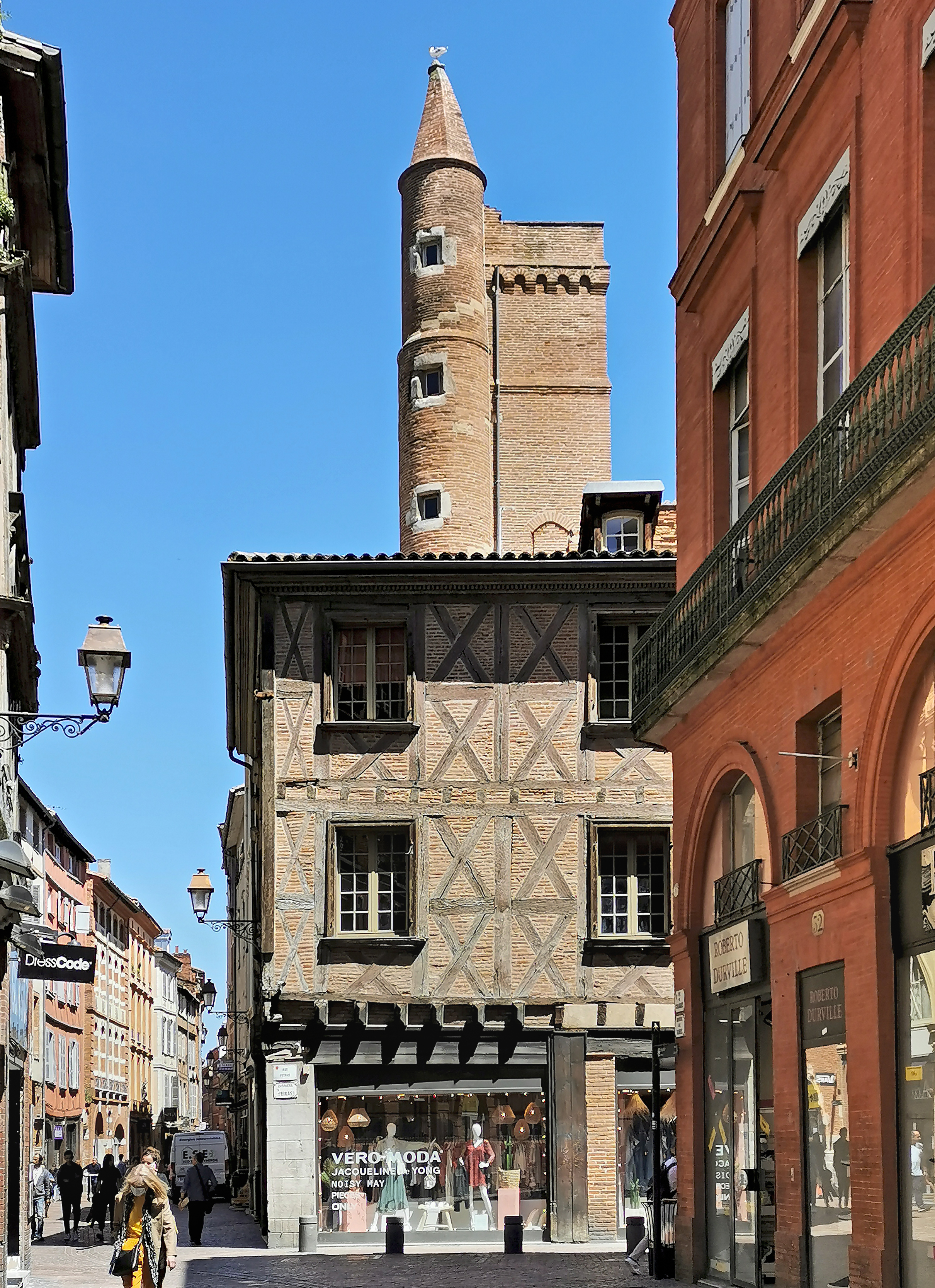
no 2 : la tour de Serta vue depuis la rue des Changes.
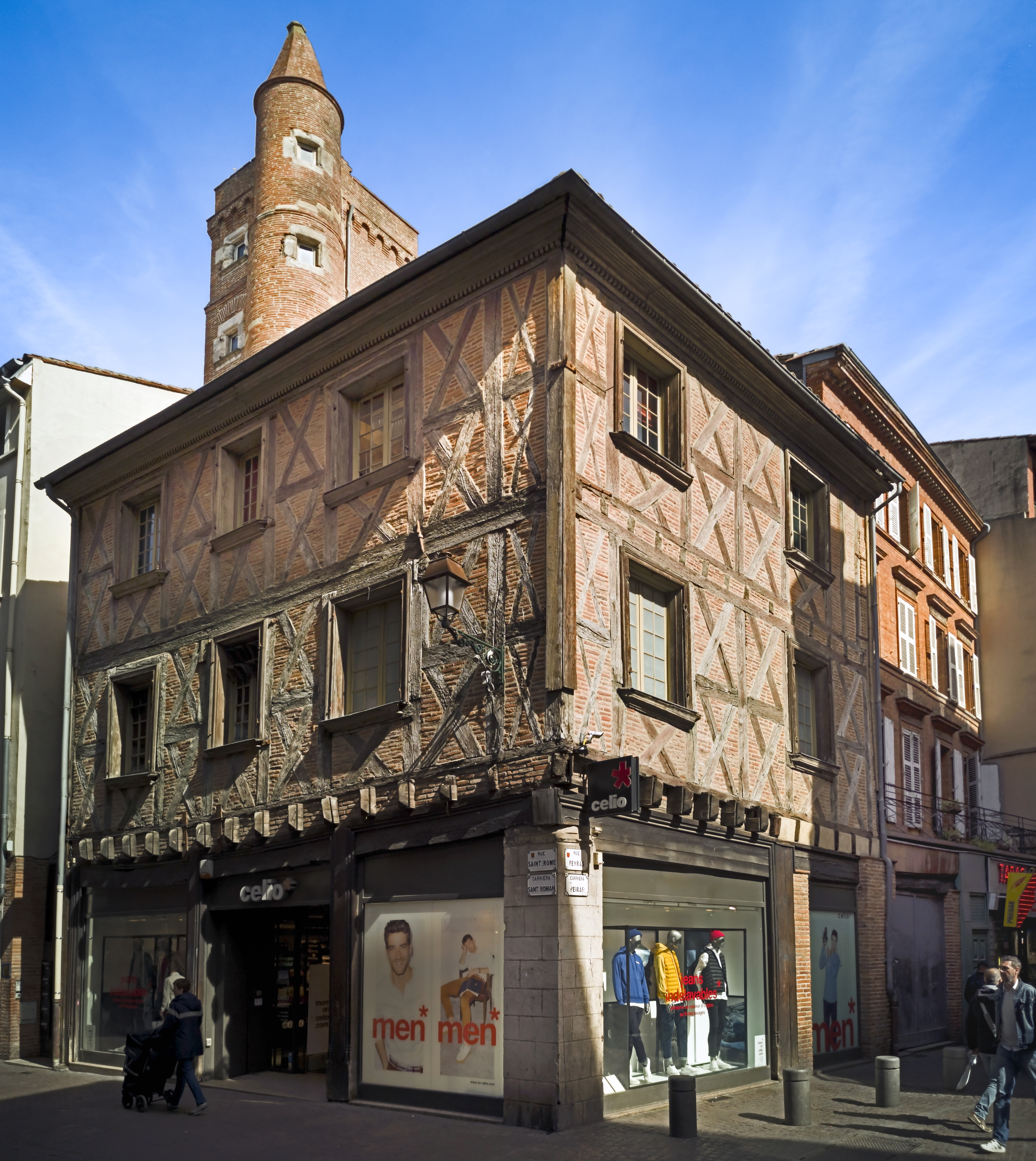
no 2 : maison et tour de Pierre de Serta.
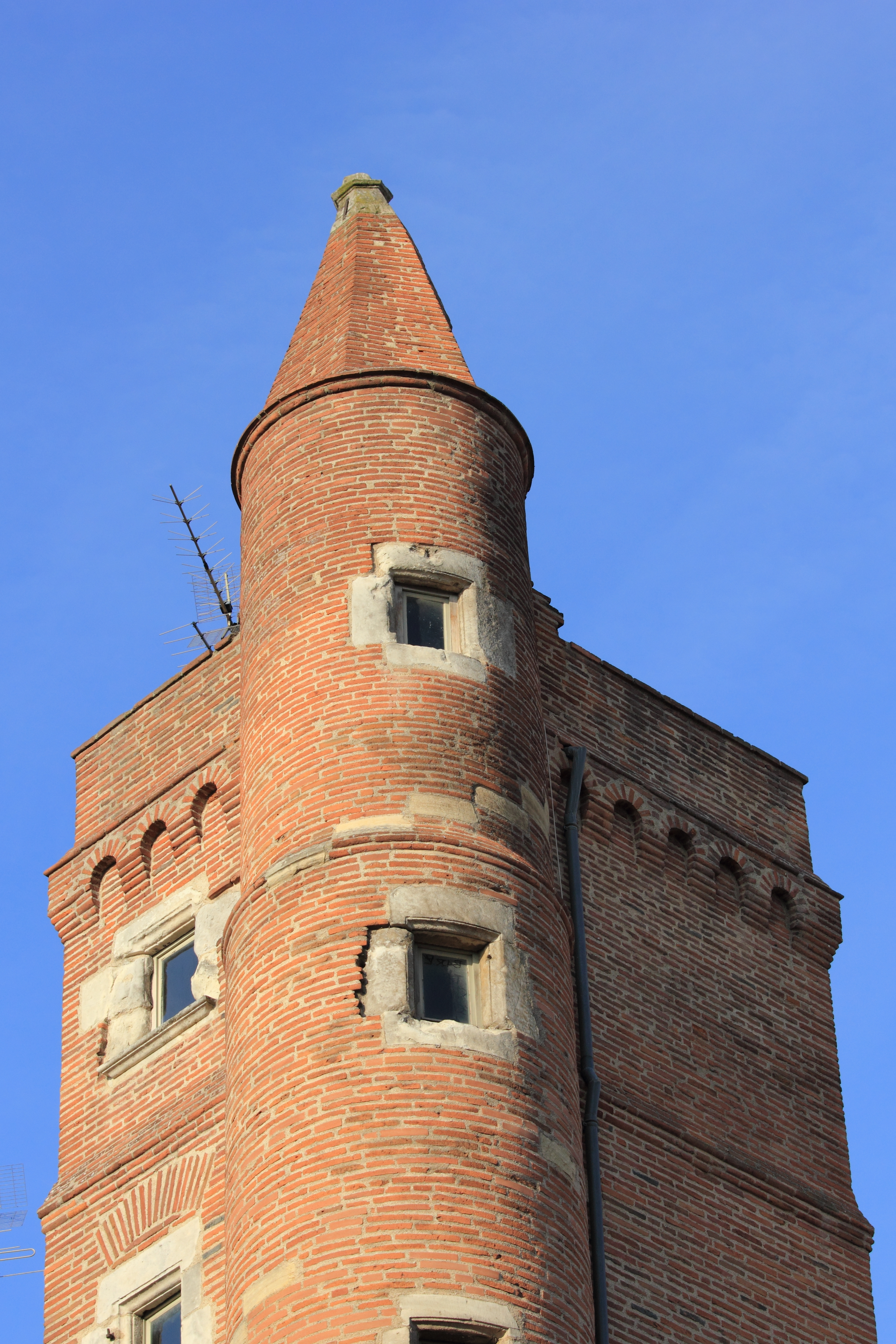
no 2 : détail de la tour et de la tourelle.

- no  3 : hôtel de Pierre Comère.  Inscrit MH (1950, façade, toiture et porte sur la rue Saint-Rome)[70].

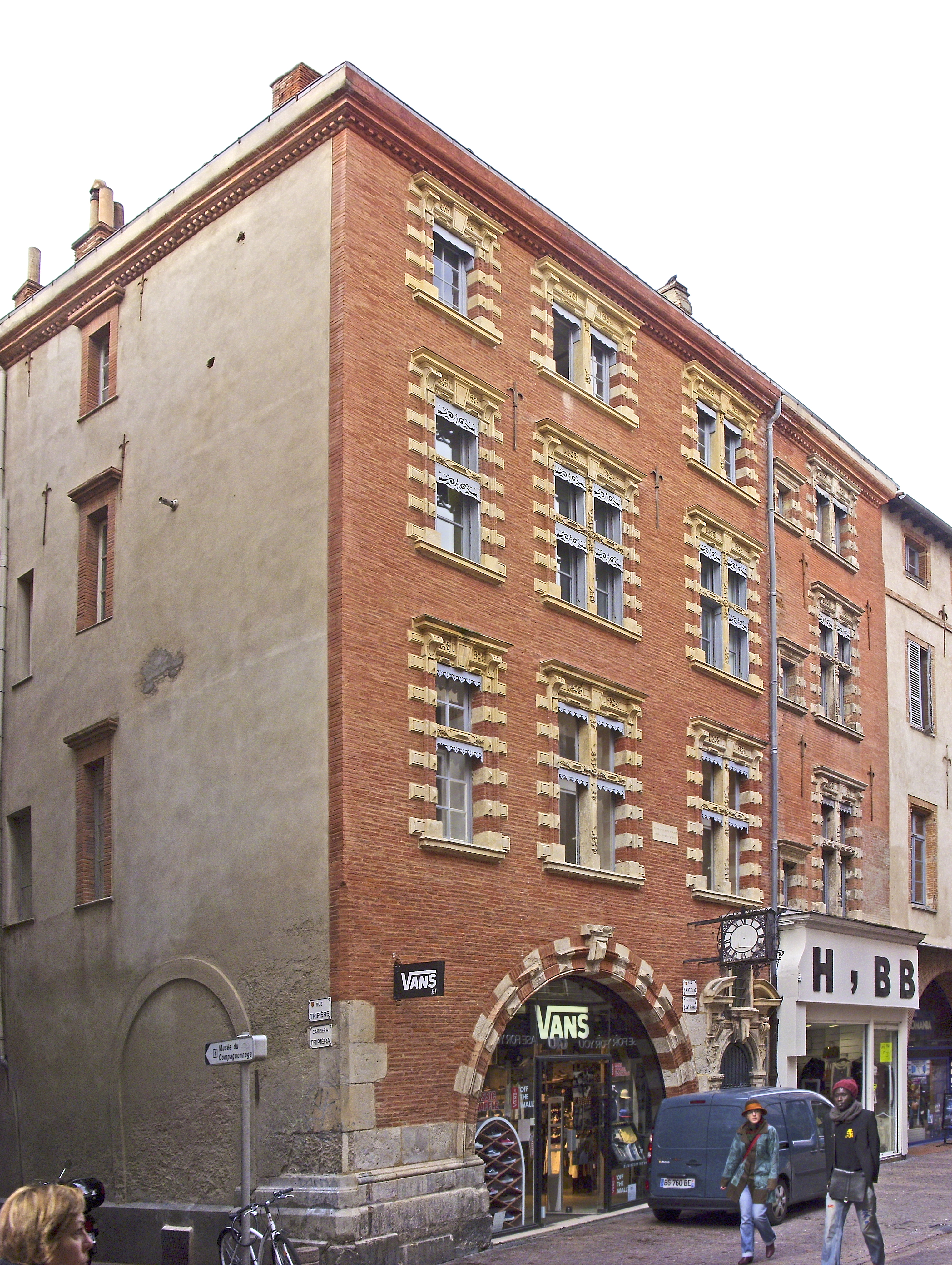
no 3 : façade de l'hôtel de Pierre Comère, au croisement des rues Saint-Rome et Tripière.
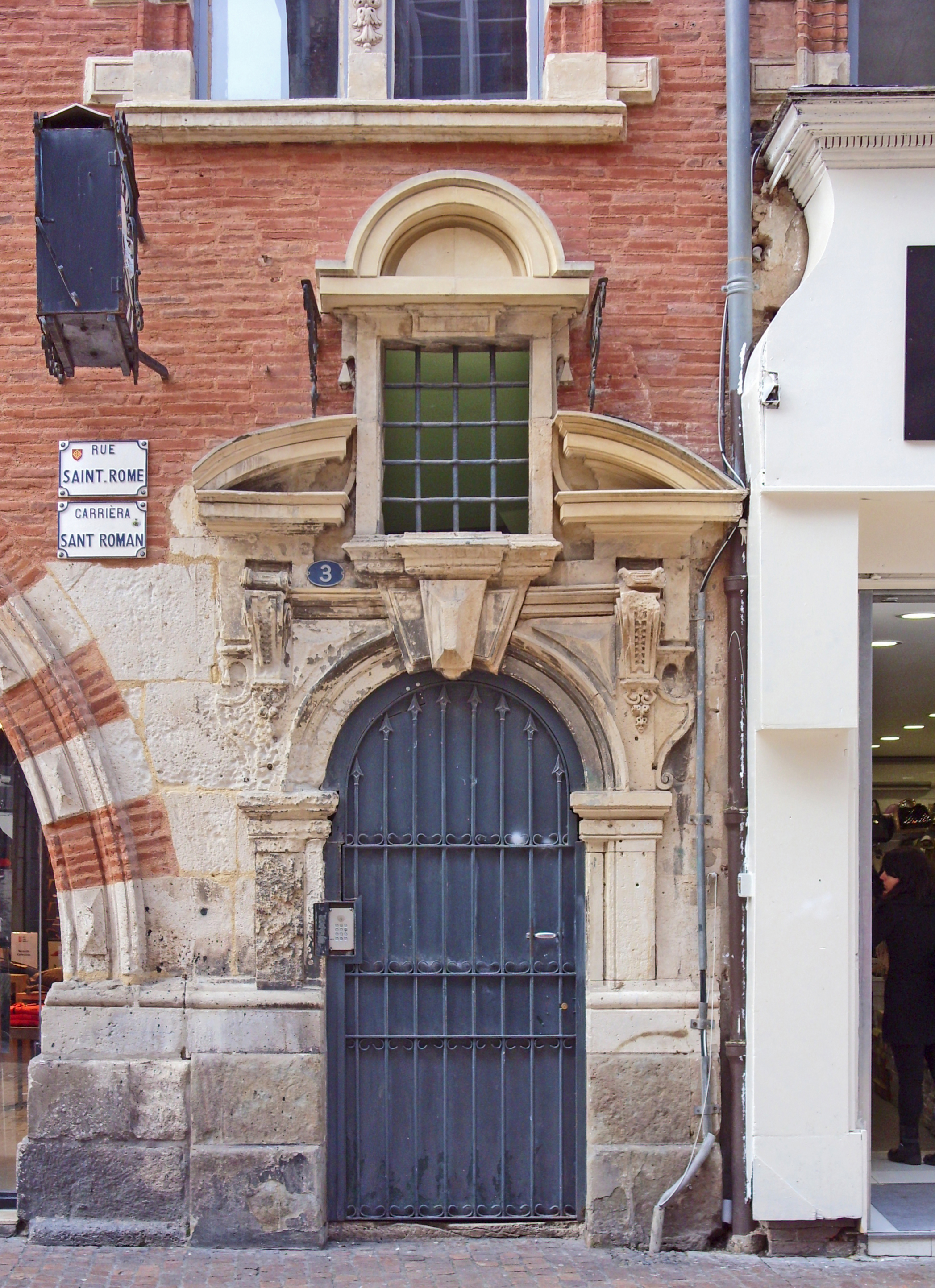
no 3 : porte de l'hôtel de Pierre Comère.
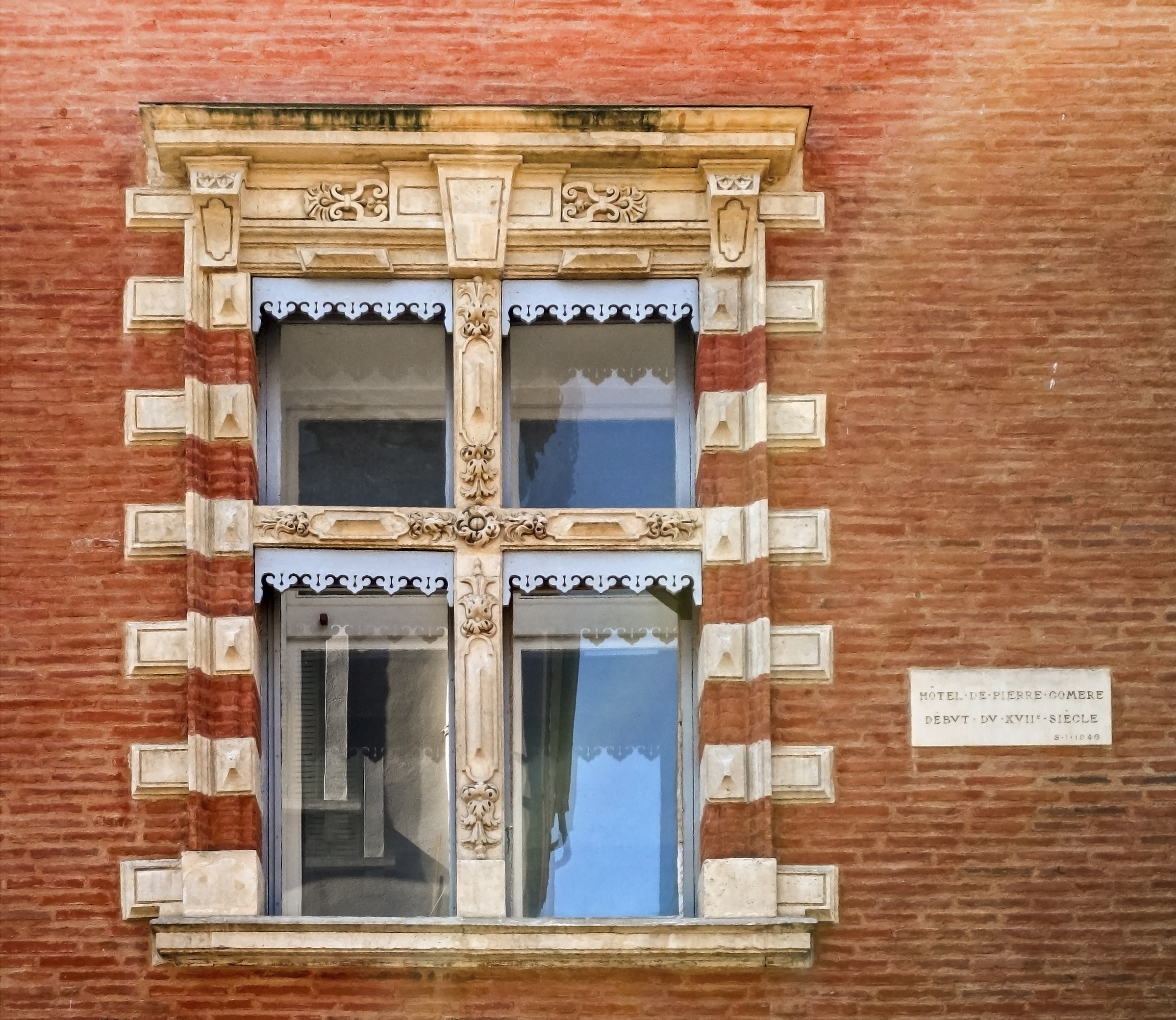
no 3 : fenêtre de l'hôtel de Pierre Comère.
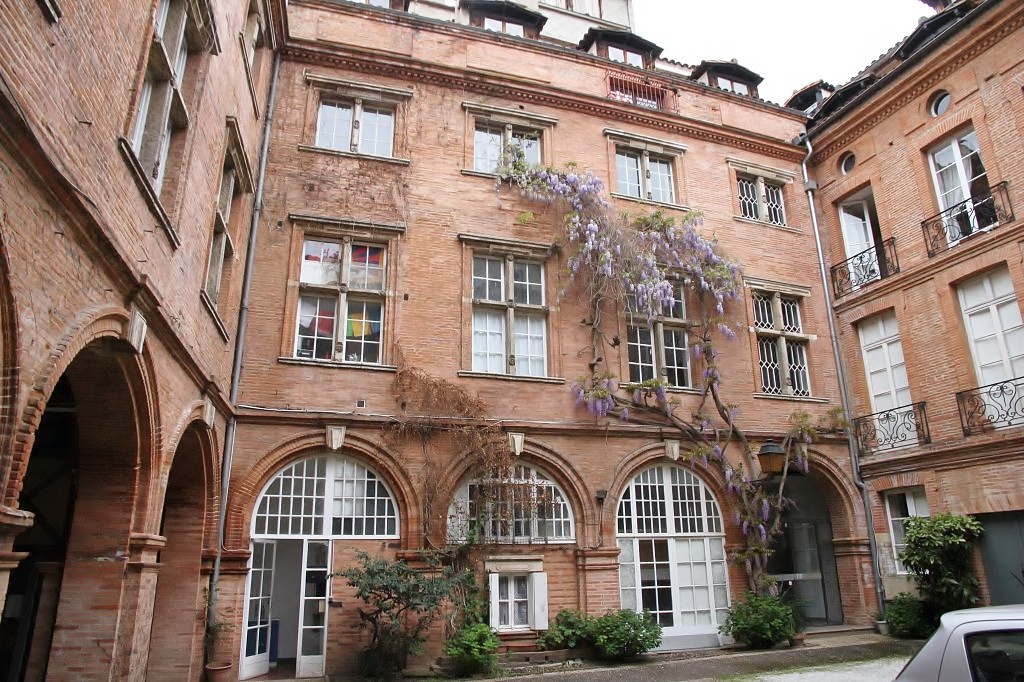
no 3 : élévations sur la cour intérieure.

- no  14 : immeuble et tour de Jean Bolle. 
Un premier immeuble est construit, au milieu du XVIe siècle, à l'emplacement de la halle aux poissons détruite en 1550, pour le marchand Jean Bolle, capitoul en 1547-1548 et 1571-1572. Dans l'angle nord-est de la cour intérieure subsiste une tour octogonale, qui contient un escalier à vis, et percée de fenêtres à meneaux en pierre de style gothique. Un nouveau corps de bâtiment est construit dans la deuxième moitié du XVIIIe siècle sur la rue Saint-Rome. Il présente une façade de style classique. Au 1er étage, les fenêtres possèdent des balconnets en pierre dotés de garde-corps en fer forgé[68],[71].

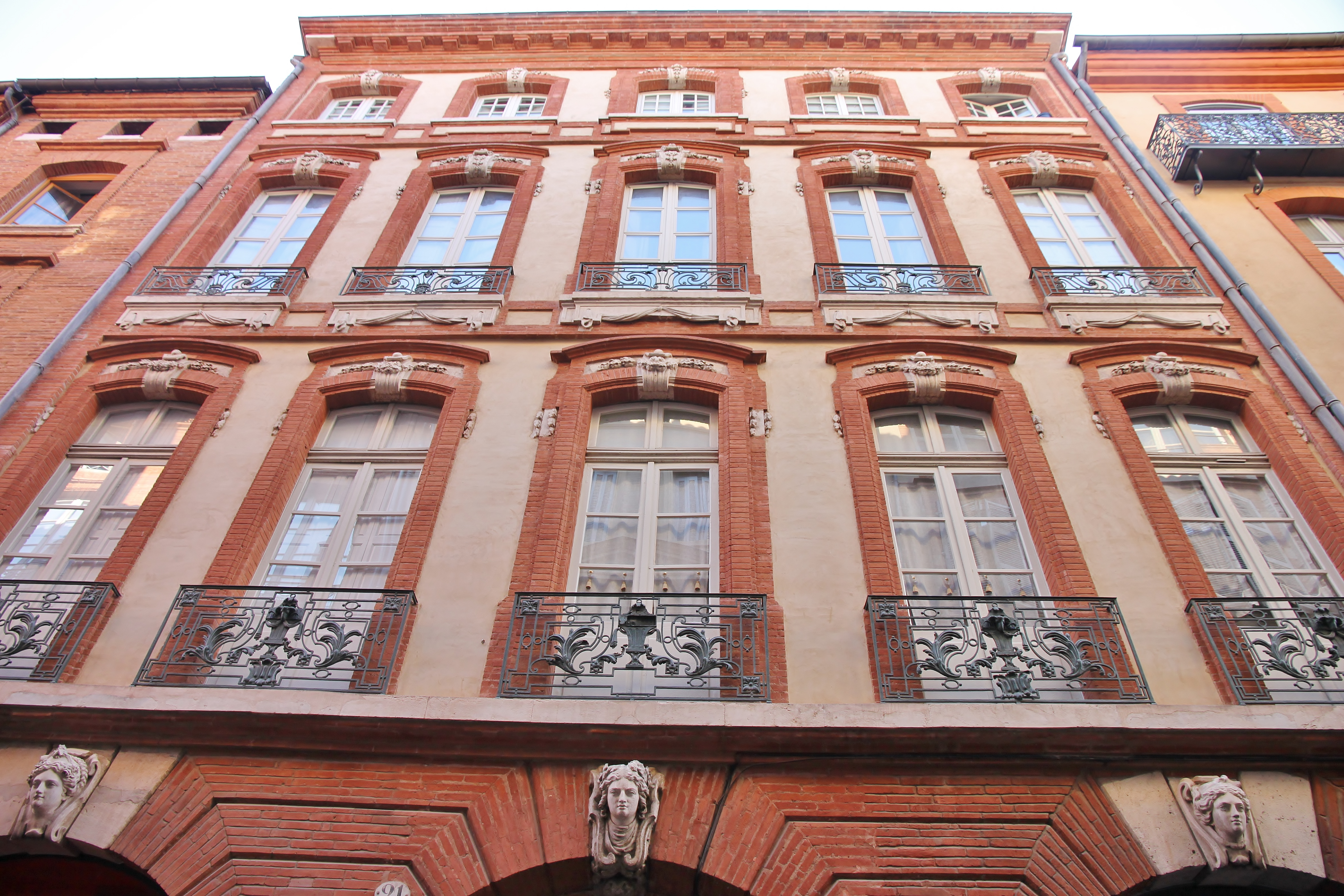
no 21 : élévation des étages de l'hôtel Comynihan.

- no  21 : hôtel Comynihan. 
Un premier hôtel particulier est construit au milieu du XVIIe siècle pour Pierre de Comynihan, conseiller du roi et capitoul en 1639-1640. Il est agrandi et largement remanié au siècle suivant. Il présente sur la rue une belle façade baroque, qui s'élève sur trois étages décroissants séparés par des cordons. Le rez-de-chaussée, qui repose sur un solin en pierre, est décoré d'un bossage continu. Il est percé de trois grandes arcades en berceau, ornées d'agrafes qui portent des mascarons en pierre – Apollon encadré par le Jour et la Nuit. Au 1er et au 2e étage, les fenêtres sont mises en valeur par un encadrement de guirlandes en pierre, de fines corniches en brique et des garde-corps en fer forgé. Celles du 3e étage sont plus simples et n'ont que des agrafes en pierre. L'élévation est surmontée d'une large corniche à modillons. 
Dans la première cour, l'élévation postérieure possède également des fenêtres dotées de garde-corps. Au 2e étage, l'appartement conserve un décor en stuc – trophées avec des instruments de musique, motifs végétaux. Le corps de bâtiment entre la première et la deuxième cour date du XVIIe siècle. Il présente de grandes fenêtres en brique et pierre alternées. Plusieurs campagnes de travaux, aux siècles suivants, ont modifié les élévations sur cour. Au XIXe siècle, les corps de bâtiment sud de la première et de la deuxième cour sont surélevés et une galerie, reposant sur de grandes arcades bouchées, est construite devant le mur nord. Au XXe siècle, la deuxième cour est fermée par un corps de bâtiment en rez-de-chaussée et un escalier en fer forgé est élevé contre les corps de bâtiment du XVIIe siècle[72].

no 30 : immeuble du capitoul Jean Roguier.

- no  30 : immeuble et tour de Jean Roguier.  Inscrit MH (1979, façades et toitures sur la rue et sur la cour intérieure)[73]. 
Un premier hôtel est construit vers la fin du XVe siècle, ou au début du siècle suivant, peut-être pour le marchand Jean Solaci, capitoul en 1474-1475. Il s'étend alors entre la rue Saint-Rome, la rue Baour-Lormian (emplacement des actuels no 4 et 6) et la rue des Puits-Clos (emplacement de l'actuel no 21). La cave, voûtée en berceau, témoigne de cette première période de construction. L'hôtel est complété vers 1547 par une tour hexagonale, édifiée dans la cour vers 1547 par le marchand Jean Roguier, capitoul en 1546-1547. Elle s'élève encore sur trois étages et un niveau de comble, mais a été profondément mutilée aux siècles suivants. 
Un nouvel immeuble est construit en 1724 pour le capitoul Caranou, puis est agrandi au sud par M. Pons, avocat au parlement, en 1780. La façade sur la rue Saint-Rome, de style classique, compte quatre travées et s'élève sur trois étages décroissants. Au rez-de-chaussée, une grande arcade de boutique en berceau est encadrée par une porte piétonne, à gauche, et une porte cochère surmontée d'une fenêtre d'entresol, à droite. Au 1er étage, les fenêtres sont surmontées de corniches et possèdent des balconnets en pierre dotés de garde-corps en fer forgé. Les étages supérieurs sont séparés par des cordons de brique qui courent au niveau des corniches et des appuis en pierre des fenêtres[17],[74].

### Immeubles
- no  1 : maison Soucaze. 
L'immeuble est construit en 1854, sur les plans d'Urbain Vitry, pour le compte de Joséphine Soucaze, qui souhaite réunir les deux maisons qu'elle possède (anciens no 1 et 3) entre la rues Temponières et Tripière. L'architecte utilise la brique claire et les ornements en terre cuite. La façade principale, sur la rue Saint-Rome, est de style néo-classique. Au rez-de-chaussée et à l'entresol, les grandes arcades de boutique sont encadrées de pilastres doriques. Dans les écoinçons, des rosaces sont simplement gravées dans la brique. Au 1er et au 2e étage, les fenêtres sont mises en valeur par des garde-corps en fonte et un encadrement de fines colonnes et de pilastres à chapiteaux ioniques. De grandes colonnes cannelées à chapiteaux corinthiens rythment la façade et soutiennent un entablement et une corniche qui sépare chaque niveau[75],[76].

- no  6 : immeuble. 
L'immeuble, en corondage, est construit à l'angle de la rue du Puits-Vert. Il s'élève sur quatre niveaux : un sous-sol, un rez-de-chaussée et deux étages carrés. Le rez-de-chaussée est maçonné en brique et en pierre, tandis que, aux étages, le pan de bois est à grille et croix de saint André hourdé de brique[77].

- no  7 : immeuble. 

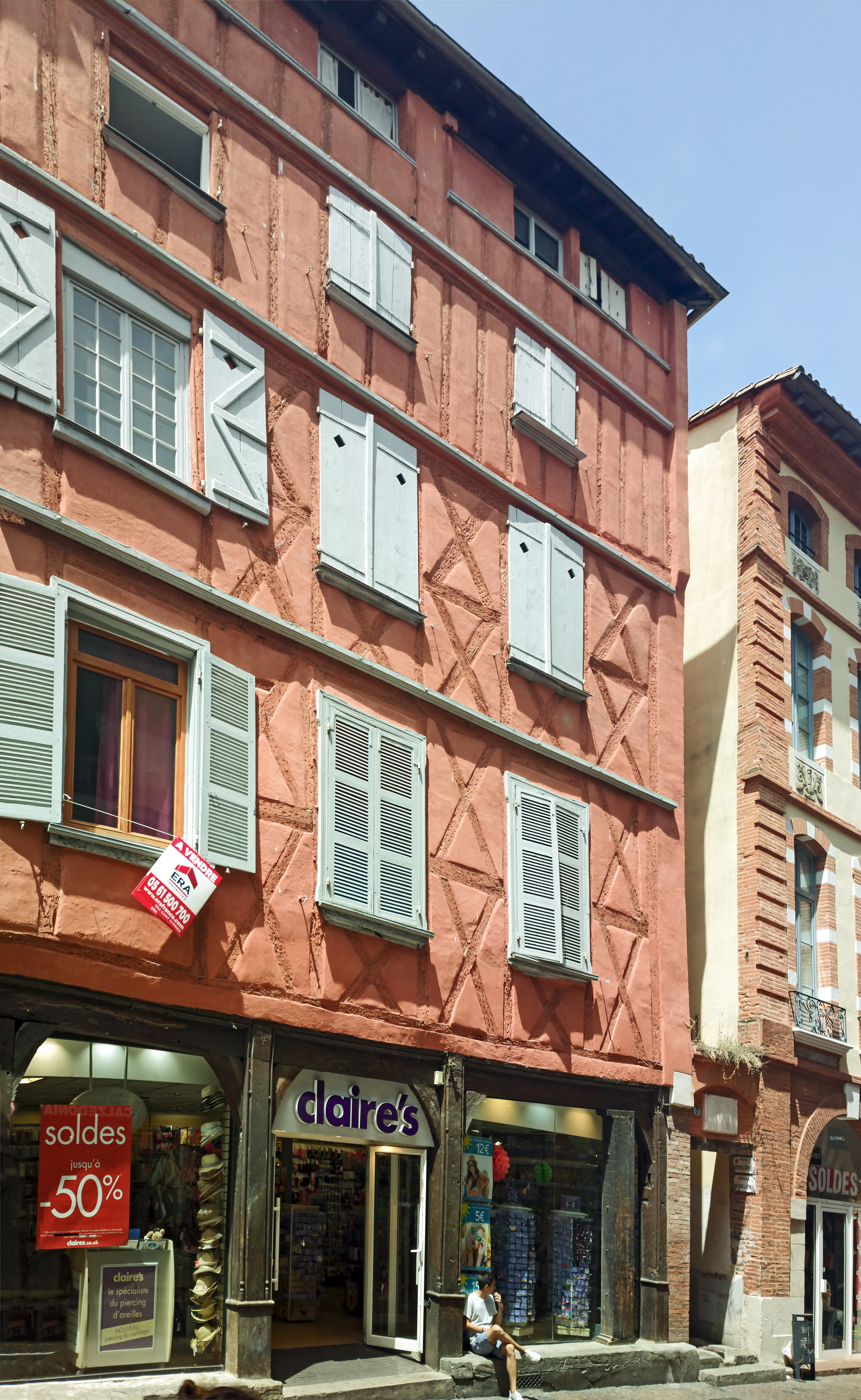
no 7 : façade de l'immeuble.

L'immeuble, en corondage, a été construit à l'angle de l'étroite rue Bédelières. Il s'élève sur six niveaux : un sous-sol, un rez-de-chaussée, deux étages carrés, un comble à surcroît, fermé et réaménagé, et une surélévation. La construction a été réalisée en plusieurs phases, probablement à la fin du XVe siècle ou au début du siècle suivant. En sous-sol se trouvent deux caves voûtées en berceau et parallèles à la rue. Au rez-de-chaussée, les poteaux qui soutiennent un poitrail massif présentent un décor gothique. Aux étages, le pan de bois est hourdé de brique ; il est à grille et croix de saint André aux deux premiers étages et simplement à grille aux étages supérieurs. Les niveaux sont séparés par des cordons de bois. Les fenêtres rectangulaires ont un chambranle en bois, qui porte les traces de croisées disparues[78].

- no  8 : immeuble. 
L'immeuble, en corondage, s'élève sur deux étages carrés et un étage de comble. Au rez-de-chaussée, six poteaux de bois soutiennent le poitrail. Aux étages, le pan de bois est masqué par l'enduit[79].

- no  9 : immeuble. 
L'immeuble, de style classique, est construit dans la première moitié du XVIIIe siècle, peut-être pour Isidore de Poulhariès, baron de Laréole, conseiller au parlement en 1761, guillotiné avec son fils place de la Révolution à Paris en 1794. L'édifice présente sur la rue une façade symétrique de cinq travées, encadrée de dosserets, qui s'élève sur quatre niveaux décroissants et séparés par des cordons. Au rez-de-chaussée, la porte est centrale, surmontée d'une imposte en fer forgé à motifs géométriques. Aux étages, les fenêtres sont segmentaires et ont des pierres de gond. Celles du 1er étage ont des balconnets en pierre ornés de garde-corps en fer forgé, celles des 2e et 3e étages ont des bas-reliefs sculptés[80].

- no  10 : immeuble en corondage. 
L'immeuble, en pan de bois hourdé de brique, a reçu un décor néo-classique dans la première moitié du XIXe siècle. Au rez-de-chaussée, l'arcade de boutique et la porte sont encadrées de pilastres à chapiteaux doriques. De même, les fenêtres sont encadrées de pilastres à chapiteaux doriques au 1er étage et ioniques au 2e étage. Elles possèdent également des garde-corps en fonte. Le 3e étage, en retrait par rapport à la façade, possède également un garde-corps[81].

- no  11 : immeuble. 
L'immeuble, de style classique, est construit dans la deuxième moitié du XVIIIe siècle. L'édifice présente sur la rue une façade symétrique de quatre travées et s'élève sur trois étages décroissants et un comble à surcroît, séparés par des cordons. Au rez-de-chaussée, la porte est surmontée d'une imposte en fer forgé. Aux étages, les fenêtres sont rectangulaires et surmontées d'une fine corniche. Au 1er étage, elles ont des balconnets en pierre dotés de garde-corps en fer forgé aux motifs végétaux qui encadrent les initiales « JB ». Au même étage, une niche abrite une statue de Jeanne d'Arc, placée le 16 mai 1920, jour de sa canonisation par le pape Benoît XV[82].

- no  13 : immeuble. 
L'immeuble, de style classique, est construit dans la première moitié du XVIIIe siècle. L'édifice s'élève à l'angle de la rue du May (actuel no 9), où se trouve l'entrée principale. Il présente sur la rue Saint-Rome une étroite façade de deux travées, dont l'élévation est soulignée par les dosserets qui l'encadrent et les cordons qui séparent les niveaux. Au 1er étage, les fenêtres ont des balconnets en pierre dotés d'imposants garde-corps en fer forgé[83].

- no  15 : immeuble. 
L'immeuble en corondage est construit probablement à la fin du XVe siècle ou au XVIe siècle, mais il a été remanié aux siècles suivants. Aux étages, le pan de bois est à grille hourdé de brique. Au 1er étage, les fenêtres ont été dotées au XIXe siècle de faux garde-corps en fonte[84].

- no  17 : immeuble. 
L'immeuble en corondage s'élève sur deux étages carrés et un étage de comble. Il est construit probablement à la fin du XVe siècle ou au XVIe siècle, mais a été remanié aux siècles suivants. Aux étages, le pan de bois est à grille hourdé de brique. Au 1er étage, les fenêtres sont surmontées de frontons triangulaires[85].

- no  18 : immeuble des Bancs Majous. 
L'immeuble est construit en 1734. La façade, de style classique, se développe sur trois travées, encadrée par des dosserets à bossage, et s'élève sur trois étages décroissants, séparés par des cordons moulurés. Le rez-de-chaussée est ouvert par deux grandes arcades de boutique voûtées en berceau qui ont des agrafes en pierre ornées de mascarons. Entre les deux arcades, une pierre gravée porte l'inscription « BANC MAJOUS 1734 ». Aux étages, les fenêtres sont segmentaires et surmontées de fines corniches[86].

- no  23 : immeuble. 
L'immeuble est construit dans la première moitié du XVIIIe siècle. Il présente une étroite façade de style classique, qui se développe sur deux travées et trois étages décroissants. Aux étages, les fenêtres ont été dotées de garde-corps dans la première moitié du XIXe siècle[87].

- no  27 : immeuble. 
L'immeuble, de style néo-classique, est construit dans la deuxième moitié du XVIIIe siècle. L'édifice présente sur la rue une étroite façade de deux travées. Le rez-de-chaussée est ouvert par une grande arcade de boutique rectangulaire, traitée en bossage. Aux étages, les fenêtres rectangulaires sont mises en valeur par un ressaut. Au 1er étage, elles ont des garde-corps en fer forgé[88].

- no  33 : immeuble. 
L'immeuble est probablement construit au XVIe siècle, mais il est profondément remanié au XVIIIe siècle. La façade est en pan de bois hourdé de brique, mais un plaquage de bois masque le pan de bois d'origine. La fenêtre du 1er étage est rectangulaire, haute et étroite. Un bas-relief en stuc, sur l'allège, représente une femme et un homme devant un comptoir, examinant un boutiquier. Les fenêtres ont été modifiées au XVIIIe siècle et décorées de modillons sous l'appui des fenêtres[89].

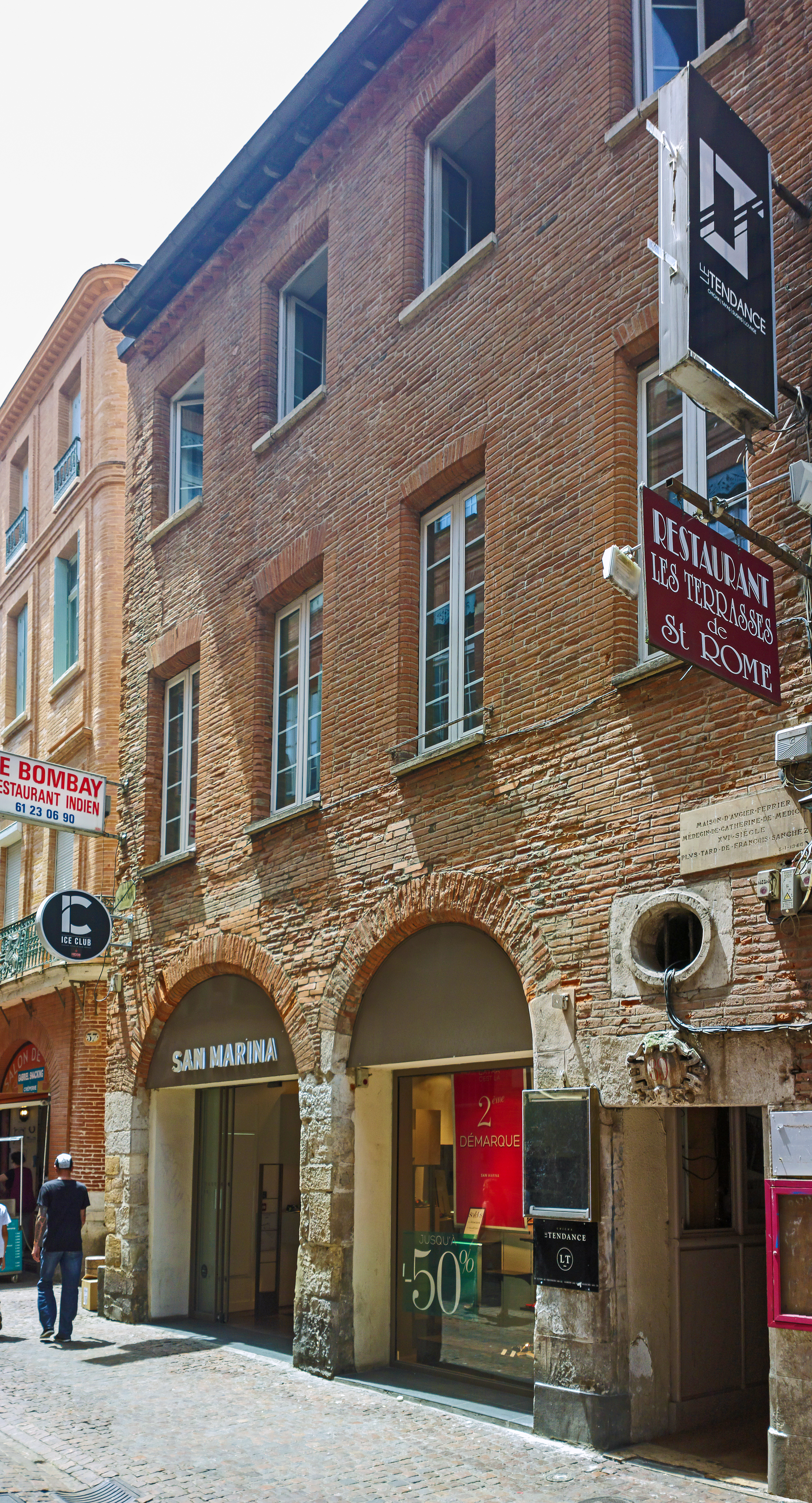
no 39 : façade sur rue.

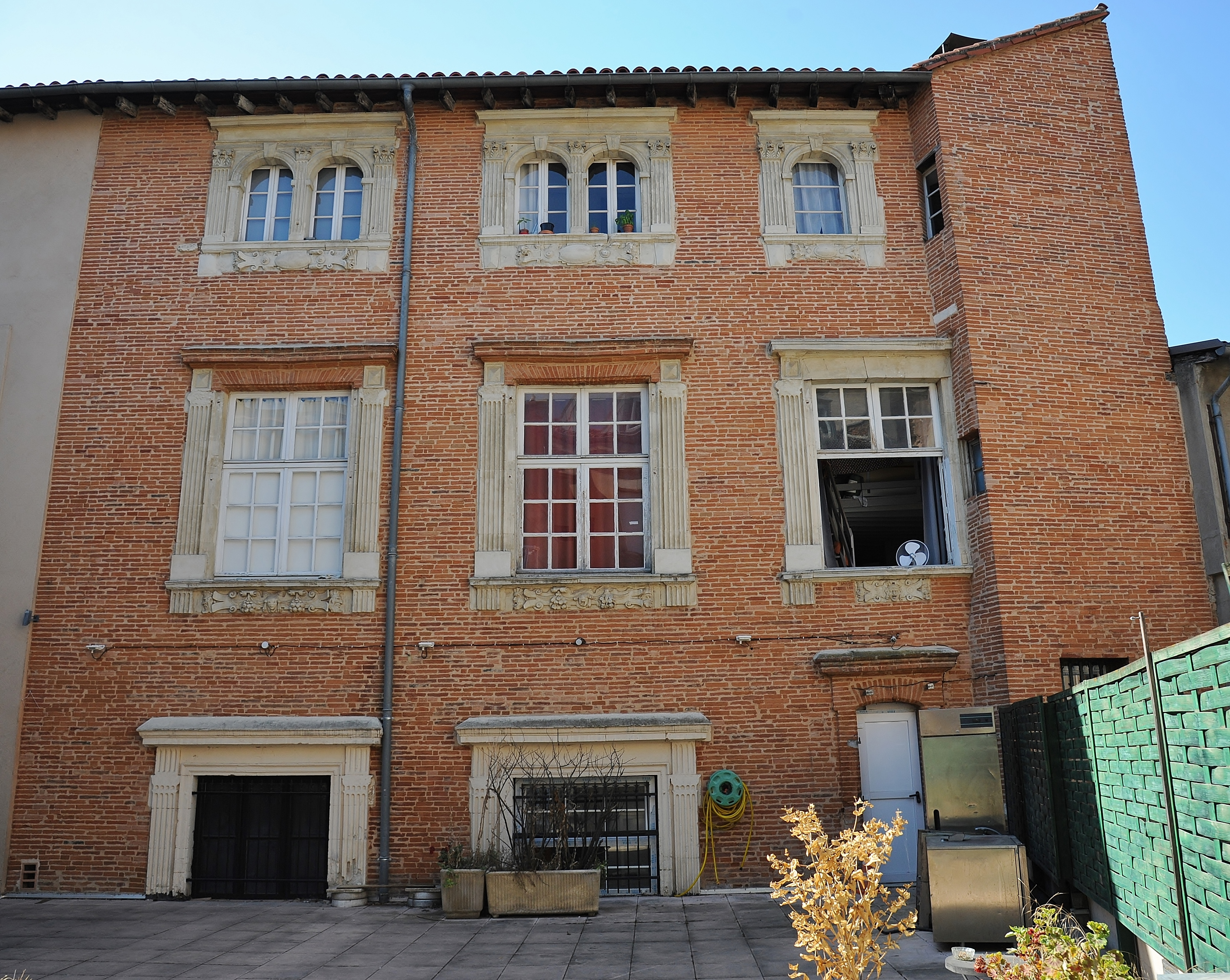
no 39 : façade Renaissance sur cour.

- no  39 : maison d'Auger Ferrier et imprimerie Douladoure. 
L'immeuble, construit entre le XVIe siècle et le XVIIe siècle en plusieurs campagnes, se dresse à l'angle de la rue des Gestes. En 1548, Auger Ferrier, docteur régent de la faculté de médecine et proche de la reine Catherine de Médicis, achète un immeuble qui avait été en partie détruit par l'incendie de 1523. C'est probablement vers 1553 qu'il le fait remanier et élever une nouvelle façade Renaissance sur le côté sud de la cour. Après sa mort, en 1588, l'immeuble passe à son fils, Antoine Ferrier, conseiller au présidial en 1574, puis conseiller au parlement en 1595, qui le vend en 1598 à François Sanchez, docteur régent de la faculté de médecine, qui possédait déjà d'autres maisons dans la rue (actuels no 29 à 33). 
En 1623, à la mort de François Sanchez, l'immeuble passe à sa fille cadette, Marguerite, qui avait épousé en 1617 Pierre Cambon, général des Monnaies en Languedoc. C'est à peu près à cette époque qu'est élevée la nouvelle façade sur la rue Saint-Rome. Large de deux travées, elle s'élève sur deux étages. Le rez-de-chaussée est ouvert par deux grandes arcades de boutique en berceau. La porte piétonne, sur le côté droit, possède un linteau sculpté et est surmontée d'un oculus. 
L'immeuble reste ensuite dans la famille Cambon, puis par alliance dans la famille La Forcade. En 1766, Laurent de La Forcade le vend à Jean-Joseph Douladoure, imprimeur, qui fait édifier un nouveau corps entre les deux corps de bâtiment plus anciens[20].

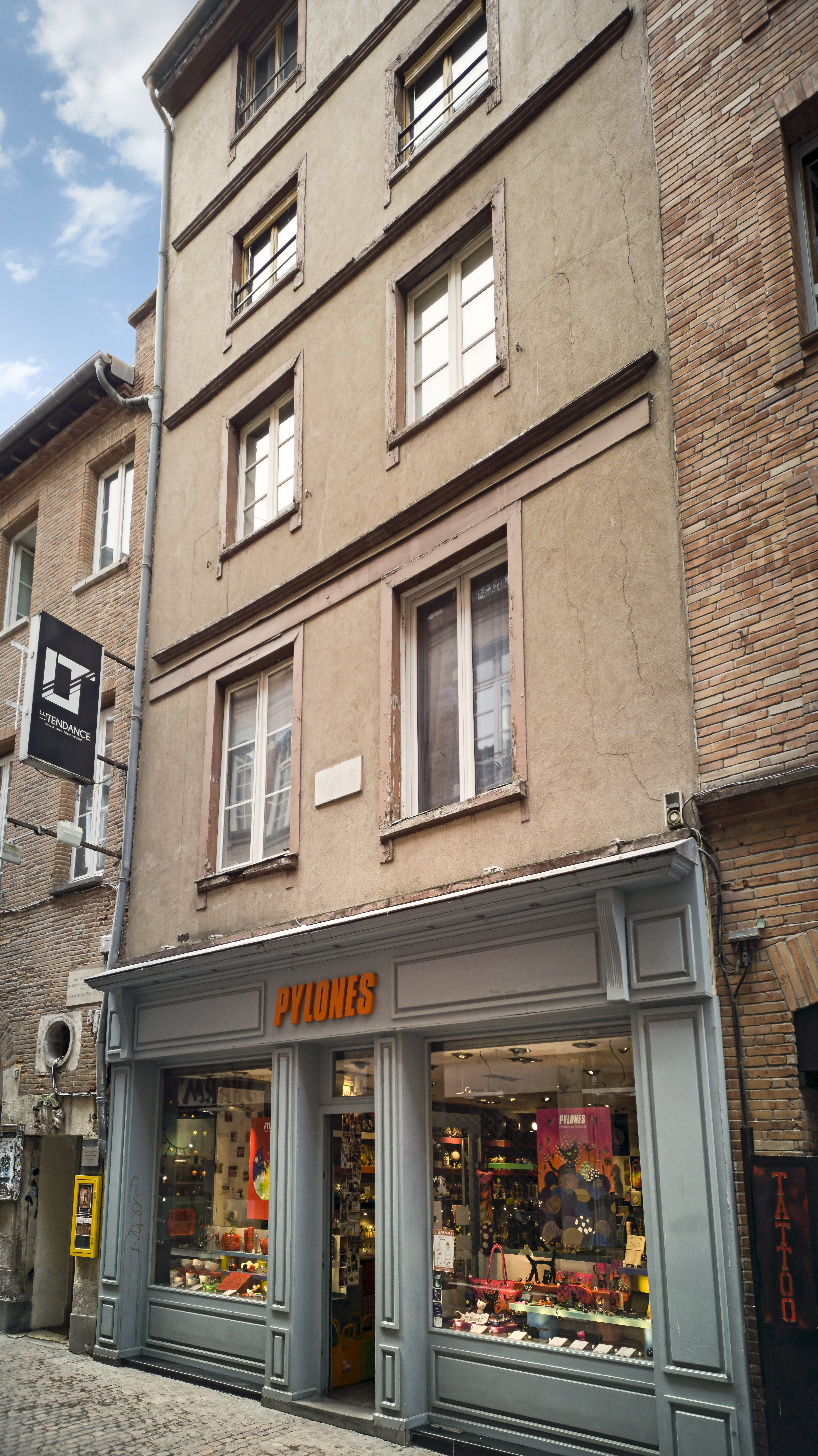
no 41 : façade de l'immeuble.

- no  41 : immeuble en corondage. 
L'immeuble est probablement construit au XVIe siècle. La façade est en pan de bois masqué par un enduit. Les étages sont séparés par de larges cordons de bois moulurés[90].

- no  42 : immeuble. 
L'immeuble, de style néo-classique, est construit dans la deuxième moitié du XVIIIe siècle. La façade sur la rue Saint-Rome se développe sur trois étages et trois travées. Le rez-de-chaussée, en pierre de taille appareillée, est ouvert par une grande arcade de boutique rectangulaire et une porte piétonne. Les fenêtres du 2e étage ont des garde-corps en fer forgé[91].

- no  44 : immeuble. 
L'immeuble, de style néo-classique Louis XVI, est construit dans la deuxième moitié du XVIIIe siècle. La façade sur la rue se développe sur trois étages et deux travées. Le rez-de-chaussée, en pierre de taille appareillée, est ouvert par une grande arcade de boutique rectangulaire et une porte piétonne surmontée d'une imposte en fer forgé. Aux étages, les fenêtres sont mises en valeur par un ressaut et ont des garde-corps en fer forgé. Celles du 1er étage portent un monogramme[92].

- no  45 : immeuble. 
L'immeuble, à l'architecture néo-classique Louis XVI, est construit dans la deuxième moitié du XVIIIe siècle. La façade sur la rue se développe sur trois étages décroissants. Le rez-de-chaussée, en pierre de taille, est ouvert par deux grandes arcades de boutique rectangulaires. Aux étages, les fenêtres sont mises en valeur par un chambranle à ressaut et des garde-corps en fer forgé[93].

- no  46 : immeuble. 
L'immeuble, à l'architecture néo-classique Louis XVI, est construit dans la deuxième moitié du XVIIIe siècle. La façade sur la rue se développe sur trois étages décroissants. Aux étages, les fenêtres sont séparées par des motifs de tables. Celles du 1er étage ont également des garde-corps en fer forgé[94].

- no  48 : immeuble. 
L'immeuble, de style néo-classique, est construit dans le premier quart du XIXe siècle. Il développe une longue façade symétrique de cinq travées sur la rue. Au rez-de-chaussée, la porte est encadrée par deux grandes arcades de boutique en anse de panier. Elle est surmontée d'une imposte en fer forgé ornée du monogramme « L A D ». Les étages sont de dimensions décroissantes. Les fenêtres des deux premiers étages sont séparées par des motifs de table, et celles du 1er étage ont également des garde-corps en fer forgé[95].

- no  50 : immeuble. 
L'immeuble, de style néo-classique, est construit dans le premier quart du XIXe siècle, mais a été surélevé d'un troisième étage au XXe siècle. Les fenêtres du 1er étage ont des garde-corps en fer forgé à motifs géométriques[96].

- no  52 : immeuble. 
L'immeuble, construit dans le deuxième quart du XIXe siècle, est représentatif de l'architecture néo-classique de cette période. Au rez-de-chaussée, profondément transformé, la porte latérale conserve une imposte en fonte. Les étages sont séparés par des cordons moulurés. Les fenêtres possèdent des agrafes en pierre, des garde-corps et des lambrequins en fonte, et sont séparées par des pilastres aux chapiteaux en pierre, qui supportent des entablements ornés de rosaces et de motifs végétaux en pierre. Au 1er étage, les fenêtres sont en plein cintre et les pilastres à chapiteaux ioniques ; au 2e étage, les fenêtres sont segmentaires et les pilastres à chapiteaux corinthiens ; au 3e étage, les fenêtres sont rectangulaires et les pilastres à chapiteaux composites. L'élévation est surmontée d'une corniche moulurée[97].

### Café Bibent
Inscrit MH (1975, salle du rez-de-chaussée avec son décor) et  Patrimoine XXe siècle (2007).

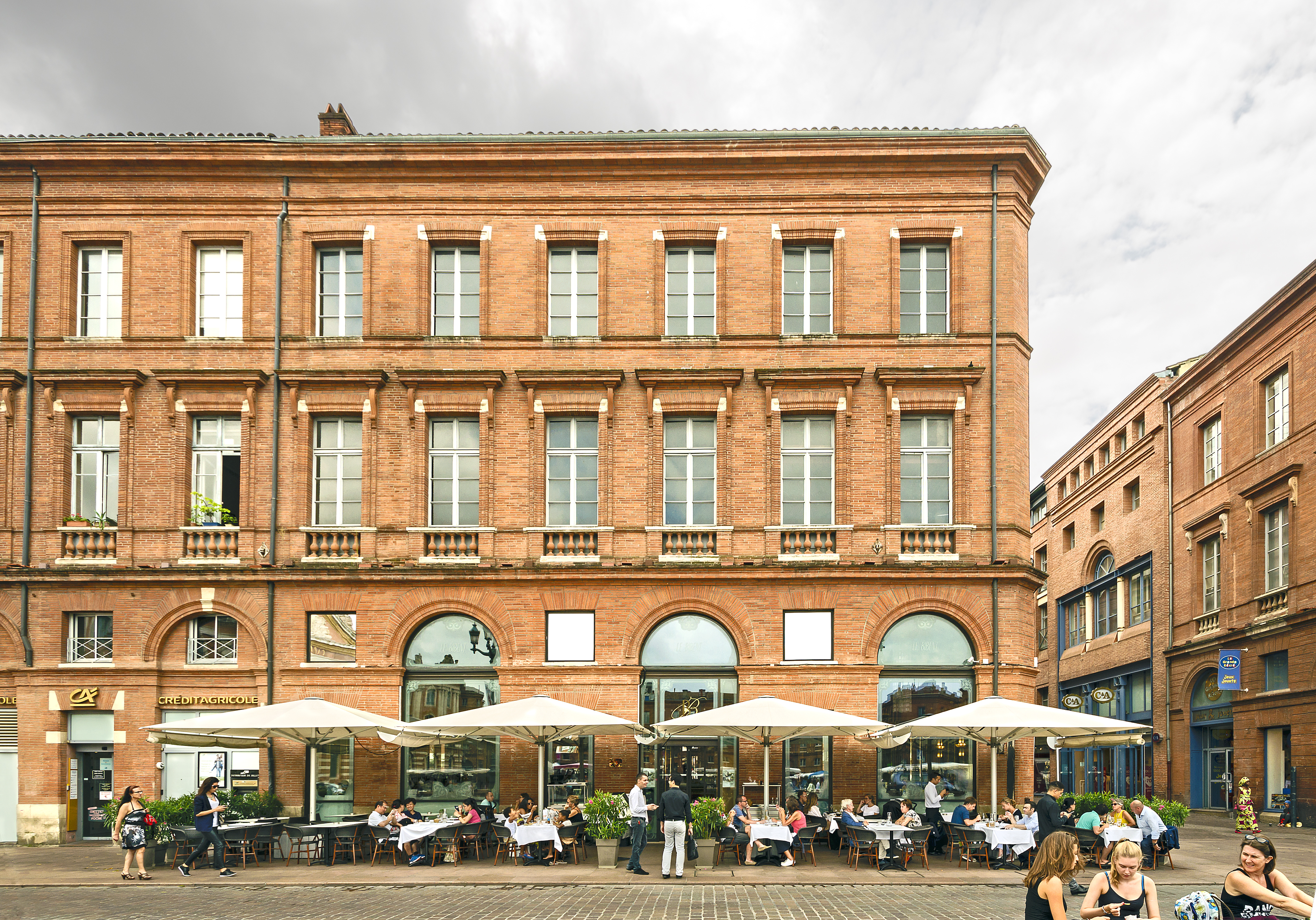
no 56 : le café Bibent.

En 1811, l'architecte de la ville Jacques-Pascal Virebent achève la réalisation des immeubles du côté sud de la place du Capitole, qu'on est en train d'aménager conformément au nouveau projet d'embellissement. L'immeuble présente sur la rue Saint-Rome sa façade latérale. Longue de quatre travées, elle s'élève sur quatre niveaux, séparés par des corniches moulurées. Deux grandes arcades, qui englobent le rez-de-chaussée et l'entresol, alternent avec des ouvertures rectangulaires plus étroites, surmontées d'une fenêtre carrée pour l'entresol. Au 1er étage, les fenêtres ont de faux garde-corps à balustres et sont surmontées d'une large corniche soutenue par des consoles. L'élévation est couronnée par un entablement. 
Le café Bibent occupe le rez-de-chaussée de l'immeuble au moins depuis 1843. Il conserve un décor de stucs peints de style Napoléon III, créé entre 1900 et 1910.

## Personnalités

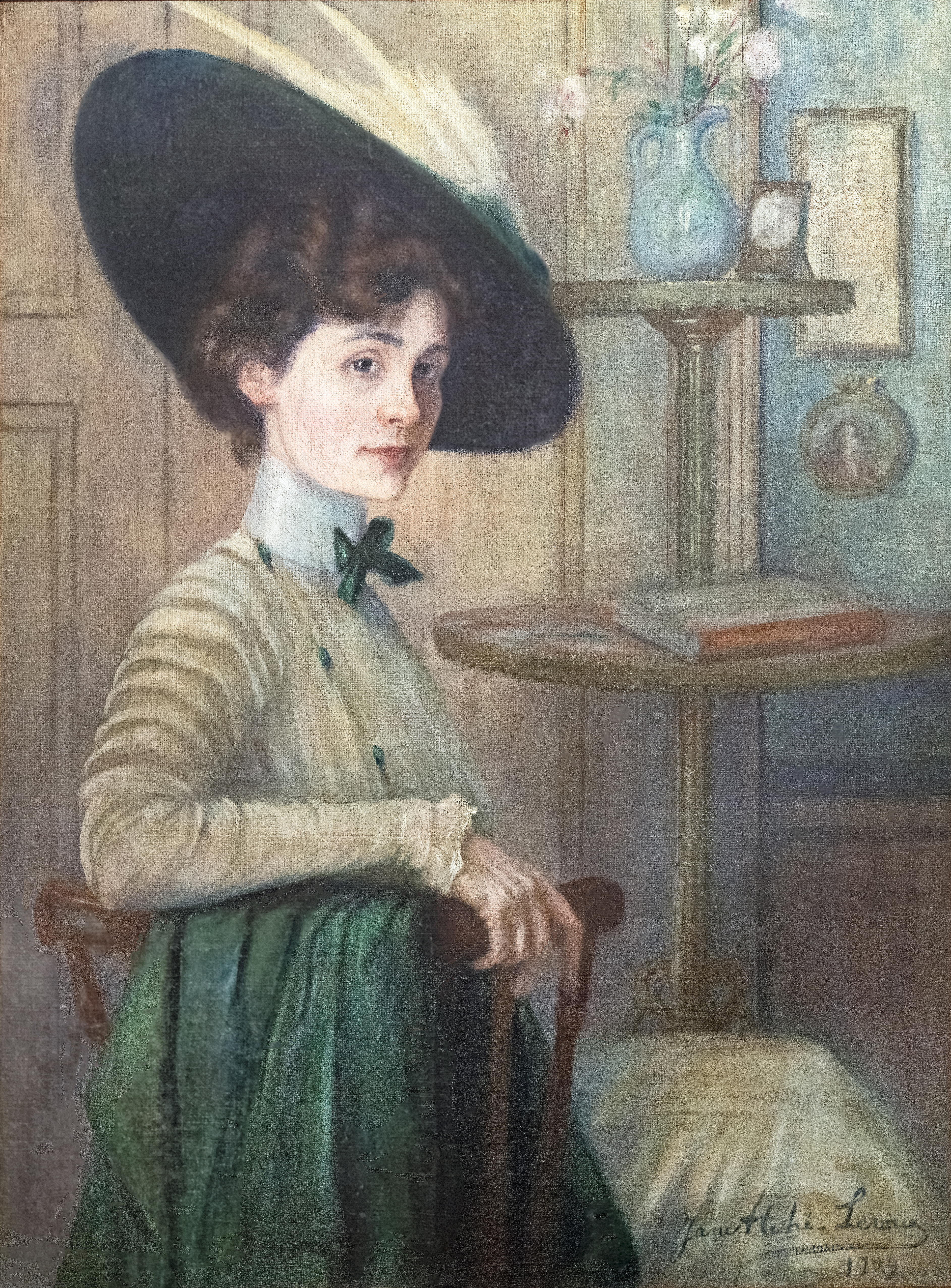
Autoportrait au chapeau vert de Jane Atché (1909, musée du Pays rabastinois).

- Jane Atché (1872-1937) : c'est dans l'immeuble du no 34 que naît Jane Atché, peintre et publiciste, célèbre pour ses affiche du papier à cigarette JOB[100].

- Pierre Baour-Lormian (1770-1854) : poète et académicien, il naît dans la maison habitée, en 1769, par son père, l'imprimeur Jean-François Baour (actuel no 41)[4].

- Auger Ferrier (1513-1588) : fils d'un chirurgien, devenu médecin lui-même, Auger Ferrier entre dans l'entourage du cardinal Jean Bertrand, qui le présente à la reine Catherine de Médicis, puis qu'il suit à Rome. De retour en France, il s'installe à Toulouse dans la maison qu'il fait construire (actuel no 39)[20].

- Paul Feuga (1863-1939) : maire de Toulouse, conseiller général et sénateur de la Haute-Garonne, Paul Feuga est une figure majeure de la vie politique toulousaine du premier quart du XXe siècle. Il naît le 3 avril 1863 dans l'immeuble qu'occupe ses parents, le négociant Pierre Feuga et son épouse Marie-Anaïs Peyrat (actuel no 10)[55].

- Hippolyte Prévost (1808-1873) : chef du service des procès-verbaux au Sénat, il est l'auteur d'une importante méthode de sténographie au milieu du XIXe siècle. Il est né dans l'immeuble du no 7[101].

- Théodore Rivière (1857-1912) : élève d'Alexandre Falguière et d'Antonin Mercié, le sculpteur Théodore Rivière est né dans l'immeuble du no 4[27].

- François Sanchez (1550-1623) : fils de juifs convertis émigrés à Bordeaux, François Sanchez étudie la médecine à Rome, puis à Montpellier. Installé par la suite à Toulouse, il achète en 1588 à Antoine Ferrier la maison qu'avait fait construire son père, Auger Ferrier (actuel no 39)[20].

## Dans la culture populaire
Le premier couplet de la chanson Toulouse, sur l'album Le Bruit et l'Odeur de Zebda est consacré à la rue Saint-Rome, dont il évoque les boutiques de vêtements avec un œil critique.

#### Ouvrages généraux
- Jules Chalande, « Histoire des rues de Toulouse », Mémoires de l'Académie des Sciences et Belles-Lettres de Toulouse, 12e série, tome III, Toulouse, 1925, p. 285-348.
- Pierre Salies, Dictionnaire des rues de Toulouse, Toulouse, éd. Milan, 1989 (ISBN 978-2-8672-6354-5).

#### Ouvrages spécialisés
- Maurice Bastide, « Un exemple de reconstruction urbaine : Toulouse après l'incendie de 1463 », Annales du Midi, t. 80, no 86, 1968, p. 7-26.
- Chantal Benayoun et Pierre-Jacques Rojtman, « Le spatial, l'économique et l'ethnique : une rue commerçante à Toulouse », Les juifs et l'économique : Miroirs et mirages, Presses universitaires du Mirail, Toulouse, 1er juin 1992, p. 355-372  (ISBN 978-2-8581-6158-4).
- Marie-Laure de Capella, Urbain Vitry. Aimer et savoir, coll. « Les maîtres bâtisseurs toulousains », no 2, éd. Terrefort, Toulouse, 2016  (ISBN 978-2-9110-7535-3).